# 2006 no desporto

## Eventos
- 10 de fevereiro - Têm início os Jogos Olímpicos de Inverno, em Turim, na Itália.
- 9 de junho - Começa a XVIII Campeonato do Mundo de Futebol na Alemanha.
- 1 de julho - Tem início o Tour de France 2006.
- 9 de julho - A Itália conquista o 4º Título mundial de futebol.
- 14 de julho - A Federação Italiana de Futebol anuncia a descida  da Juventus, Fiorentina e Lazio à Série B do Campeonato Italiano de Futebol, devido ao escândalo de manipulação de resultados.
- 24 de julho - Dunga é anunciado como treinador da Seleção Brasileira de Futebol, sucedendo Carlos Alberto Parreira.
- 3 de agosto - Cristiano da Matta escapa ileso da colisão de carro com um cervo  durante testes da Champ Car, no autódromo de Elkhart Lake.
- 16 de agosto - O Internacional de Porto Alegre conquista a Taça Libertadores da América.
- 10 de setembro - A Seleção Brasileira Feminina de Voleibol de Quadra, invicta, sagrou-se hexacampeã no Grand Prix disputado em Reggio Calabria, Itália.
- 1 de outubro - Michael Schumacher vence o GP da China. É a sua 91ª e última vitória do piloto alemão na Fórmula 1
- 7 a 15 de Outubro - Ocorreram os I Jogos da Lusofonia em Macau, China.
- 22 de outubro - Felipe Massa venceu o Grande Prêmio do Brasil, tornando-se o primeiro brasileiro a vencer em casa desde Ayrton Senna, em 1993. Esta corrida também foi a última disputada por Michael Schumacher e consagrou o espanhol Fernando Alonso como bicampeão.
- 24 de novembro - McLaren contrata o piloto Lewis Hamilton, o primeiro negro titular na história da Fórmula 1.

## Automobilismo
| Mês       | Evento                     | Vencedor                                                        | Resultado |
| --------- | -------------------------- | --------------------------------------------------------------- | --------- |
| Janeiro   | Rali Dakar 31 Dez a 15 Jan | Carros: Luc Alphand Motos: Marc Coma Caminhões: Vladimir Chagin |           |
| Fevereiro | Daytona 500 19 Fev         | Jimmie Johnson                                                  |           |
| Junho     | 24 Horas de Le Mans        | Frank Biela Emanuele Pirro Marco Werner                         |           |
| Agosto    | Fórmula 1 27 Ago           | Felipe Massa                                                    |           |
| Outubro   | Fórmula 1 12 Mar a 22 Out  | Fernando Alonso                                                 | 134 pts   |

## Beisebol
| Mês     | Evento                   | Vencedor            | Resultado |
| ------- | ------------------------ | ------------------- | --------- |
| Outubro | World Series 21 a 27 Out | St. Louis Cardinals | 4-1       |

## Basquete
| Mês     | Evento | Vencedor   | Resultado |
| ------- | ------ | ---------- | --------- |
| Outubro | NBA    | Miami Heat | 4-2       |

## Futebol

### Brasil e Portugal
- No estado de São Paulo, o Santos Futebol Clube é campeão do Campeonato Paulista de 2006 por pontos corridos, o São Paulo Futebol Clube ficou em segundo lugar; de apenas um ponto de diferença entre os dois clubes decidiu o campeão. O Santos não era campeão estadual desde 1984. Na série A-2 (Segunda Divisão), o Grêmio Barueri se sagrou campeão, ao derrotar o Sertãozinho FC na final por 4 a 1, no dia 28 de maio. Além de  Grêmio Barueri e Sertãozinho FC, subiram para a Série A-1 o Rio Claro e o Guaratinguetá EC.
- Em Pernambuco, o Sport Club do Recife ganha o Campeonato Estadual pela 35º vez após vitória nos penaltys sobre o Santa Cruz Futebol Clube, numa final eletrizante na Ilha do Retiro.
- No Rio de Janeiro, o Botafogo de Futebol e Regatas foi campeão ao ganhar do Madureira Esporte Clube na final do Campeonato Carioca de Futebol, que foi disputado com sistema de turno e returno e em seguida fases eliminatórias. O time alvinegro não vencia o torneio desde 1997.
- No Pará, o Paysandu Sport Club vence o Ananindeua na final do Campeonato paraense de 2006, sagrando-se campeão do certame pela 42ª vez.
- Em Minas Gerais, o Cruzeiro Esporte Clube sagrou-se campeão do Campeonato Mineiro de Futebol pela 34ª vez, derrotando o Ipatinga Futebol Clube na final por 1 a 0, com gol de Wagner. Foi o 4º título estadual do Cruzeiro, em seis campeonatos disputados desde 2001. No Módulo 2, Rio Branco de Andradas e Tupi de Juiz de Fora sagram-se, respectivamente, campeão e vice-campeão, retornando à elite do Torneio em 2007. Pelo Campeonato Brasileiro da Série B o Clube Atlético Mineiro foi campeão com uma rodada de antecipação, voltando assim para a elite do futebol brasileiro.
- Em Goiás, o Goiás Esporte Clube tornou-se campeão do Campeonato Goiano de Futebol ao vencer o Atlético Clube Goianiense.
- No Paraná, o Paraná Clube sagrou-se campeão ao empatar com a Associação Desportiva Atlética do Paraná, de Campo Mourão, por 1 a 1, no estádio do Pinheirão, em Curitiba.
- Na Paraíba, o Treze Futebol Clube sagrou-se campeão.
- No Rio Grande do Sul, o Grêmio Foot-Ball Porto Alegrense conquista seu 34º Campeonato Gaúcho desbancando o favoritismo do arqui-rival, Sport Club Internacional, ao empatar no estádio Beira-Rio em 1 a 1.
- No Espírito Santo, o Vitória Futebol Clube foi campeão após vinte anos sem o troféu de campeão do Campeonato Capixaba de Futebol, a final foi disputada contra o Estrela do Norte Futebol Clube, e o sistema do Campeonato Capixaba é igual ao Carioca.
- No Ceará, o Ceará Sporting Club foi campeão do Campeonato Cearense de Futebol após vencer o Fortaleza Esporte Clube por 1 a 0 no Castelão. O Ceará foi campeão pela 34ª vez.
- Em Roraima, o Baré Esporte Clube foi campeão do Campeonato Roraimense de Futebol vencendo o Atlético Roraima Clube por 3 a 2.
- No Amazonas, o São Raimundo Esporte Clube foi campeão do Campeonato Amazonense de Futebol derrotando o Nacional Fast Clube em dois jogos.
- O Flamengo vence a Copa do Brasil, derrotando o Vasco por 2x0 no jogo de ida, e 1x0 no jogo de volta.
- Em Portugal, o FC Porto foi campeão pela 21ª vez do Campeonato Português de Futebol (Primeira Liga).
- O São Paulo Futebol Clube sagra-se campeão brasileiro pela quarta vez após empatar com o Clube Atlético Paranaense por 1 a 1.
- O Sport Club Internacional ganha pela primeira vez um Mundial de Clubes no Japão após vencer o Barcelona por 1 a 0.
- Pela Série B do Campeonato Brasileiro, o Clube Atlético Mineiro (campeão), o Sport Club do Recife, o Clube Náutico Capibaribe, ambos de Pernambuco, e o América de Natal sobem para a Série A.

### Internacional
- Na Alemanha, o Bayern de Munique sagra-se campeão da Bundesliga (Campeonato Alemão de Futebol).
- Na Espanha, o Barcelona sagra-se campeão da La Liga (Campeonato Espanhol de Futebol).
- Na França, o Lyon foi campeão pela quinta vez seguida (pentacampeonato) do Campeonato Francês de Futebol.
- Na Holanda, o PSV Eindhoven sagra-se campeão da Eredivisie (Campeonato Holandês de Futebol).
- Na Inglaterra, o Chelsea foi campeão pela segunda vez (bicampeonato) da Premier League (Campeonato Inglês de Futebol).
- Na Itália, a Inter de Milão vence o Calcio (Campeonato Italiano de Futebol).
- Na Sérvia, o Estrela Vermelha é campeão do Campeonato Sérvio de Futebol.
- Na República Tcheca, o Slovan Liberec é campeão do Campeonato Tcheco de Futebol.

### Campeonatos internacionais
- O Barcelona sagra-se bicampeão da Liga dos Campeões da UEFA, ao derrotar o Arsenal da Inglaterra.
- O América, do México, sagra-se tetracampeão da Copa dos Campeões da CONCACAF, ao derrotar o Toluca, então bicampeão.
- O Sport Club Internacional sagra-se campeão da Taça Libertadores da América pela primeira vez, derrotando o São Paulo Futebol Clube, outro clube brasileiro, na final.
- O Auckland City FC, da Nova Zelândia, sagra-se campeão do Campeonato de Clubes da OFC pela primeira vez, vencendo o As Pirae, do Taiti, na final.
- O Al-Ahly sagra-se campeão da Liga dos Campeões da CAF, ao bater o CS Sfaxien na final.
- O Pachuca, do México, torna-se pela primeira vez campeão da Copa Sul-Americana, ao vencer o Colo-Colo, do Chile, por 2x1.
- O Sport Club Internacional foi campeão do Mundial de Clubes da FIFA, derrotando o Barcelona, da Espanha, por 1x0 com gol de Adriano Gabiru.

## Futebol americano
| Mês       | Evento                 | Vencedor            | Resultado                  |
| --------- | ---------------------- | ------------------- | -------------------------- |
| Fevereiro | NFL - Super Bowl 5 Fev | Pittsburgh Steelers | 21-10 vs. Seattle Seahawks |

## Golfe
| Mês    | Evento                    | Vencedor       | Resultado             |
| ------ | ------------------------- | -------------- | --------------------- |
| Abril  | Masters de golfe          | Phil Mickelson | (-7)                  |
| Junho  | U.S Open de Golfe         | Geoff Ogilvy   | (+5)                  |
| Julho  | British Open de Golfe     | Tiger Woods    | (-18)                 |
| Agosto | PGA Championship de Golfe | Tiger Woods    | 69-68-65-68-270 (-18) |

## Voleibol
- 3 de Dezembro - O Brasil sagra-se campeão mundial de vôlei masculino.

## Nascimentos
| Data           | Nome                           | Profissão       | Nacionalidade   | Observações | Ref |
| -------------- | ------------------------------ | --------------- | --------------- | ----------- | --- |
| 8 de janeiro   | Katie Grimes                   | nadadora        | Estados Unidos  |             |     |
| 3 de janeiro   | Tara Babulfath                 | judoca          | Suécia          |             |     |
| 12 de janeiro  | Vitor Reis                     | futebolista     | Brasil          |             |     |
| 8 de março     | Warren Zaïre-Emery             | Futebolista     | França          |             |     |
| 11 de abril    | Mateus Nunes Bastos dos Santos | canoísta        | Brasil          |             |     |
| 1 de maio      | Kamelia Petrova                | ginasta rítmica | Bulgária        |             |     |
| 5 de maio      | Mateus Iseppe                  | Futebolista     | Brasil          |             |     |
| 14 de maio     | Samuel Ogazi                   | velocista       | Nigéria         |             |     |
| 23 de junho    | Annett Kaufmann                | Mesa-tenista    | Alemanha        |             |     |
| 21 de julho    | Endrick                        | Futebolista     | Brasil          |             |     |
| 26 de julho    | Ana Bărbosu                    | ginasta         | Roménia         |             |     |
| 2 de agosto    | Héctor Fort                    | futebolista     | Espanha         |             |     |
| 18 de agosto   | Summer McIntosh                | nadadora        | Canadá          |             |     |
| 21 de agosto   | João Fonseca                   | tenista         | Brasil          |             |     |
| 3 de setembro  | Huang Yuting                   | atiradora       | China           |             |     |
| 11 de setembro | Rikuto Tamai                   | nadador         | Japão           |             |     |
| 4 de outubro   | Filipe Mota                    | skatista        | Brasil          |             |     |
| 2 de novembro  | Manila Esposito                | ginasta         | Itália          |             |     |
| 4 de novembro  | Darja Varfolomeev              | ginasta         | Rússia Alemanha |             |     |
| 21 de dezembro | Nikola Tsolov                  | automobilista   | Bulgária        |             |     |

## Mortes
| Data            | Nome                      | Profissão                               | Nacionalidade               | Observações | Ref |
| --------------- | ------------------------- | --------------------------------------- | --------------------------- | ----------- | --- |
| 12 de janeiro   | Fernando Adrião           | hoquista                                | Portugal                    | n. 1939     |     |
| 17 de fevereiro | Jorge Mendonça            | futebolista                             | Brasil                      | n. 1954     |     |
| 26 de março     | Paul Dana                 | piloto de automobilismo                 | Estados Unidos              |             |     |
| 21 de abril     | Telê Santana              | futebolista e treinador                 | Brasil                      | n. 1931     |     |
| 11 de junho     | Suzanne Morrow            | patinadora artística                    | Canadá                      | n. 1930     |     |
| 11 de agosto    | Weverson                  | futebolista                             | Brasil                      | n. 1987     |     |
| 11 de agosto    | Natália Manfrin           | jogadora de vôlei                       | Brasil                      | n. 1987     |     |
| 4 de setembro   | Giacinto Facchetti        | futebolista                             | Itália                      | n. 1942     |     |
| 25 de setembro  | Sofia Muratova            | ginasta                                 | União Soviética             | n. 1929     |     |
| 3 de outubro    | Peter Norman              | velocista                               | Austrália                   | n. 1942     |     |
| 11 de outubro   | Cory Lidle                | jogador de beisebol                     | Estados Unidos              | n. 1972     |     |
| 20 de outubro   | Maxi Herber               | patinadora artística                    | Alemanha                    | n. 1920     |     |
| 3 de novembro   | Alberto Spencer           | futebolista                             | Equador                     | n. 1936     |     |
| 17 de novembro  | Ferenc Puskás             | futebolista e treinador                 | Hungria                     | n. 1927     |     |
| 29 de novembro  | Nabi Abi Chedid           | dirigente esportivo e deputado estadual | Brasil                      | n. 1932     |     |
| 15 de dezembro  | Clay Regazzoni            | piloto de automobilismo                 | Suíça                       | n. 1939     |     |
| 21 de dezembro  | Rogério Oliveira da Costa | futebolista                             | Brasil / Macedônia do Norte | n. 1976     |     |
| 22 de dezembro  | Yelena Mukhina            | ginasta                                 | União Soviética             | n. 1960     |     |